# SiRFstar III

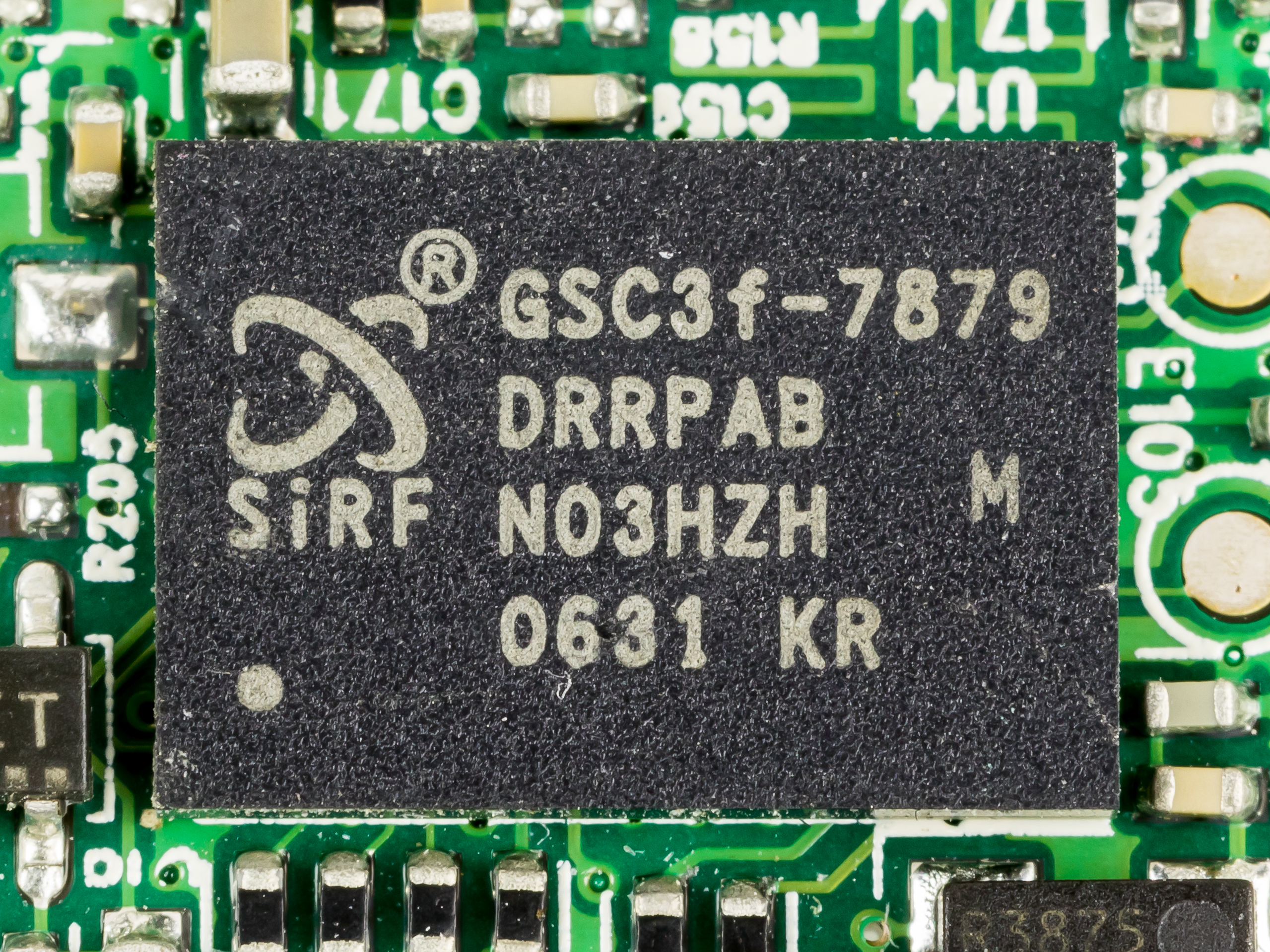
SiRFstarIII GSC3f

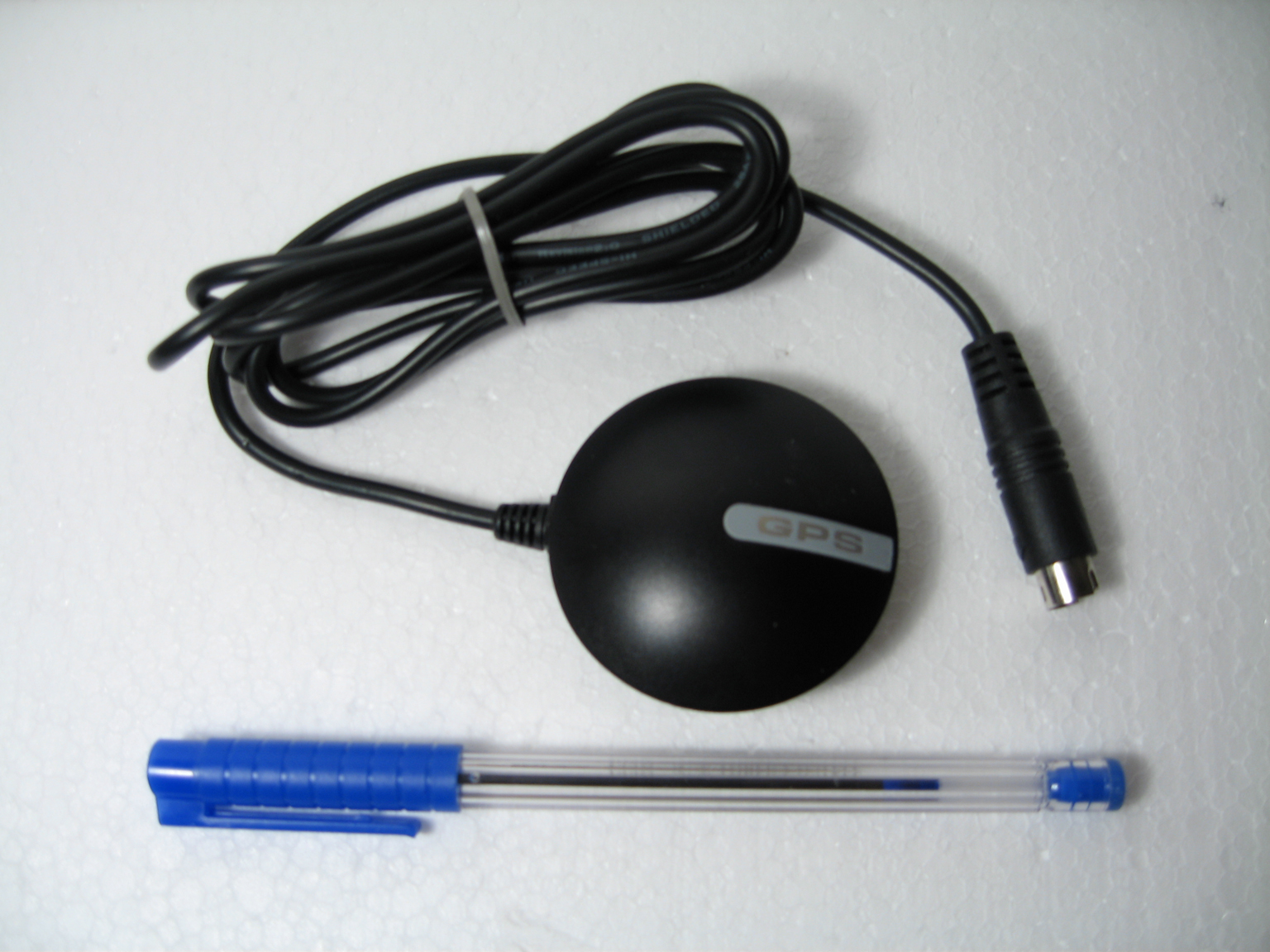
Современный GPS-приёмник на базе чипсета SiRF Star III — приём информации с 20 спутников и поддержка WAAS/EGNOS

SiRFStar III — чипсет для GPS-приёмников, разработанный компанией SiRF. На базе этого чипсета изготавливается, по некоторым оценкам, около половины современных GPS-навигаторов.

## Развитие

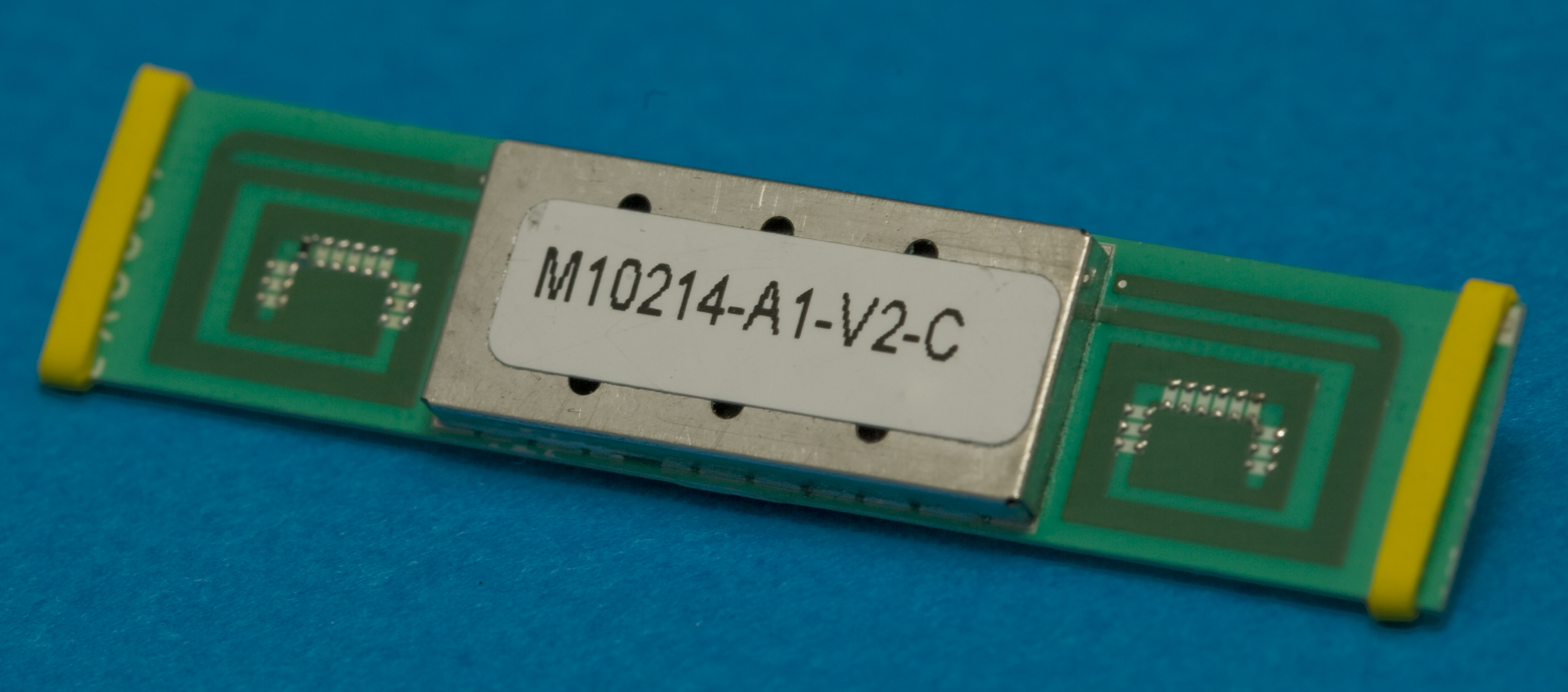
SiRFStar III основанный на GPS приёмнике с интегрированной антенной

Чип SiRFStarIII отличается от более ранних версий чипов SiRF и от чипсетов GPS, сделанных другими изготовителями (Garmin или Trimble Inc например), способностью принимать и поддерживать сигнал в городской или плотной лесистой местности и более быстрым временем первого запуска (Time to First Fix) (TTFF), это время необходимое GPS приёмнику для приёма сигнала спутников и определения первоначальной позиции. Расширенные функции чипа SiRFStarIII сделали доступными следующие возможности:
- 20-канальный приёмник, обрабатывающий сигналы всех видимых GPS- и WAAS- спутников одновременно.
- Чип потребляет 62 мВт электроэнергии при непрерывном использовании.
- При использовании A-GPS можно уменьшить время до первого подключения до двух секунд. Однако для этого нужен сотовый приёмопередатчик, например, в составе мобильного телефона, а также поддержка этой технологии сотовым оператором.
- Чувствительность приёмника — 159 дБм при отслеживании; GPS-приёмник на основе данного чипсета обычно работает лучше, чем приёмники, основанные на других чипсетах. Критики высоко оценили чипсет SiRFstar III за его высокую чувствительность и замечательные способности позиционирования.

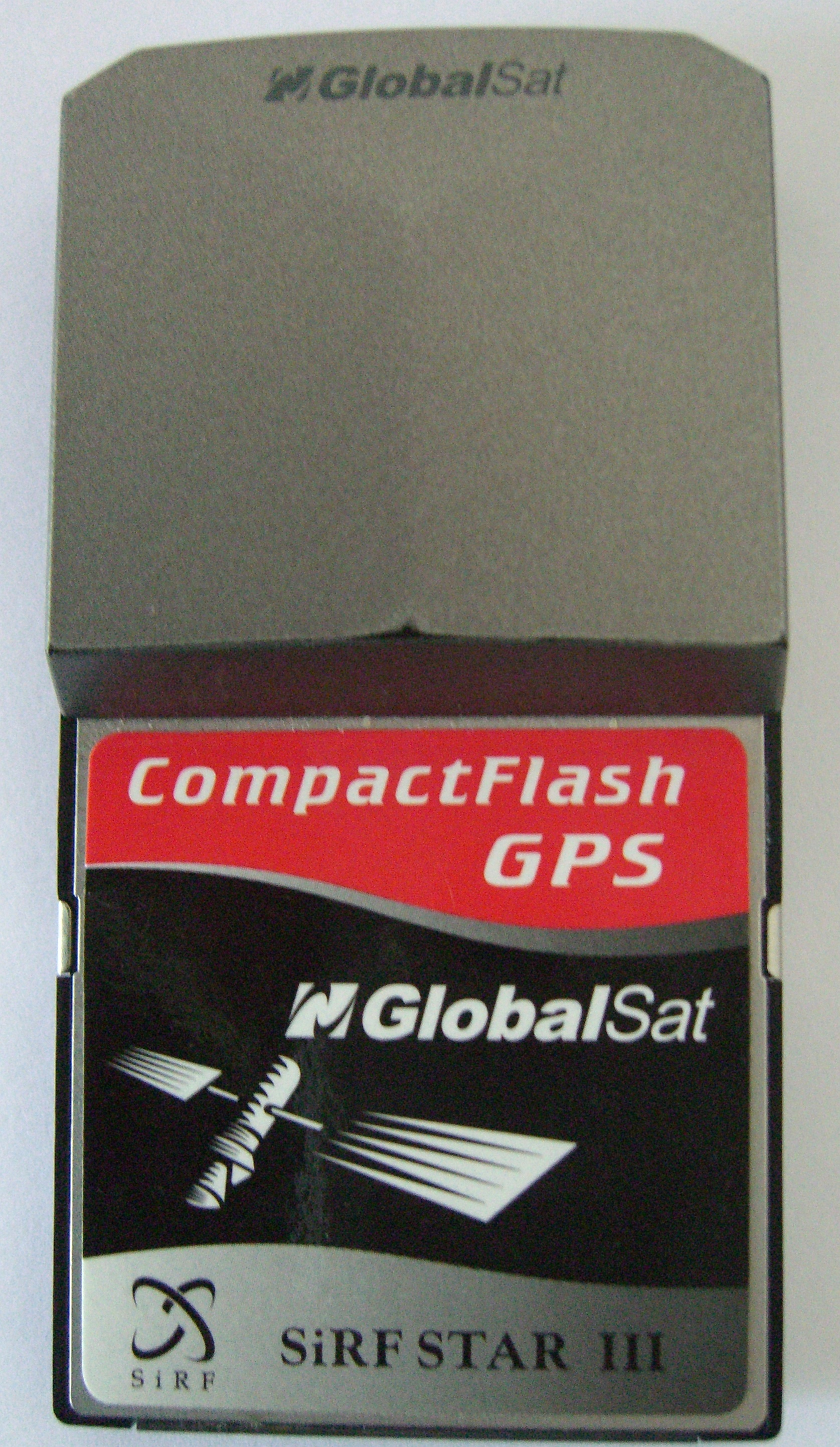
Compact Flash SiRF Star III приёмник